# اتحاد جمعيات علم الأعصاب الأوروبية
اتحاد جمعيات علم الأعصاب الأوروبية ( FENS ) هو اتحاد أوروبي للجمعيات العلمية للعلماء والأطباء الأساسيين الذين تركز أبحاثهم على الدماغ والجهاز العصبي (مثلا علم الأعصاب ).

## تاريخ
تأسس الاتحاد في عام 1998 لتنسيق وتقديم أبحاث أعضاء جمعيات علم الأعصاب الوطنية والأوروبية على المستوى الأوروبي. تضم الجمعية 44 عضوًا و5 جمعيات أعضاء منتسبة، تمثل حوالي 23000 عالم.  

## أنشطة
ينظم الاتحاد اجتماعًا علميًا دوليًا في السنوات الزوجية، منتدى الاتحاد لعلم الأعصاب الأوروبي. يتم عقد كل اجتماع في دولة أوروبية مختلفة تستضيفها الجمعية الوطنية لعلم الأعصاب.  في السنوات الفردية التي لا يعقد فيها أي اجتماع للمنتدى، يتم عقد اجتماع إقليمي للاتحاد.  بالإضافة إلى ذلك، يتم تنظيم اجتماعات أكثر تخصصًا مرتين سنويًا بالتعاون مع مؤسسة لوندبيك، تسمى مؤتمرات الدماغ.   

## المنشورات
بالتعاون مع وايلي بلاكويل ، ينشر الاتحاد المجلة الأوروبية لعلم الأعصاب ، وهي مجلة علمية شهرية يراجعها النظراء ، 

## روابط خارجية
- الموقع الرسمي
- European Brain Council